# Przejścia graniczne Estonii
Według danych Straży Granicznej Republiki Estońskiej długość granic Republiki Estońskiej wynosi 1445,6 km, z czego 343 km liczy granica z Republiką Łotewską, 338,6 km – z Federacją Rosyjską, a pozostałe 764 km to granica morska. 
Granica z Łotwą od 1 maja 2004 jest granicą wewnętrzną Unii Europejskiej, a od 21 grudnia 2007 – granicą wewnętrzną strefy Schengen. W myśl art. 2 układu z Schengen nie prowadzi się na niej kontroli paszportowej ani celnej, a jej przekraczanie jest dozwolone w każdym miejscu i czasie, wobec czego nie ma na niej przejść granicznych. 
Granica Estonii z Rosją jest granicą zewnętrzną Unii Europejskiej i jednocześnie strefy Schengen. Odbywa się na niej kontrola paszportowa i celna. 
Jeśli nie zaznaczono inaczej, przejście jest otwarte cały rok, codziennie, dla obywateli wszystkich państw świata. W nawiasach podano godziny otwarcia przejść granicznych według danych Straży Granicznej Republiki Łotewskiej, które w niektórych przypadkach znacznie różnią się od danych estońskiej Straży Granicznej.

## Dawne przejścia graniczne

### Granica zRepubliką Łotewską
Przejścia wymienione w kierunku z zachodu na wschód

#### przejścia drogowe
- Vana-Ikla – Ainaži (Ikla) – czynne całą dobę, tylko dla pieszych
- Ikla – Ainaži – czynne całą dobę, na międzynarodowej trasie E67 (Tallinn - Ryga)
- Jäärja – Ramata – czynne całą dobę, (6:00–24:00[2])
- Mõisaküla – Ipiķi – czynne całą dobę, (6:00–24:00[2])
- Lilli – Unguriņi – czynne całą dobę, (6:00–24:00[2])
- Holdre – Omuļi – czynne w godzinach 8:00–21:00 (7:00–21:00[2])
- Valga 1 – Valka 2 – czynne całą dobę, na międzynarodowej drodze Tartu – Valmiera – Ryga
- Valga 3 – Valka 1 – czynne całą dobę, pomiędzy ulicami Sepa a Semināra, tylko samochody do 3,5 tony
- Valga 2 – Valka 3 – czynne 7:00–19:00, pomiędzy ulicami Raja a Rīgas, tylko dla pieszych
- Vastse-Roosa – Ape – czynne 6:00–24:00
- Murati – Veclaicene – czynne całą dobę, na międzynarodowej trasie E77 (St. Petersburg – Psków – Ryga)

#### przejścia kolejowe
- Valga – Lugaži - czynne całą dobę

Ruch towarowy dozwolony jest tylko na przejściach Ikla – Ainaži, Valga 1 – Valka 2, Murati – Veclaicene oraz Valga – Lugaži. Na pozostałych przejściach obowiązuje ruch osobowy, chyba że zaznaczono inaczej.

## Istniejące przejścia graniczne

### Granica zFederacją Rosyjską
Przejścia wymienione w kierunku z północy na południe

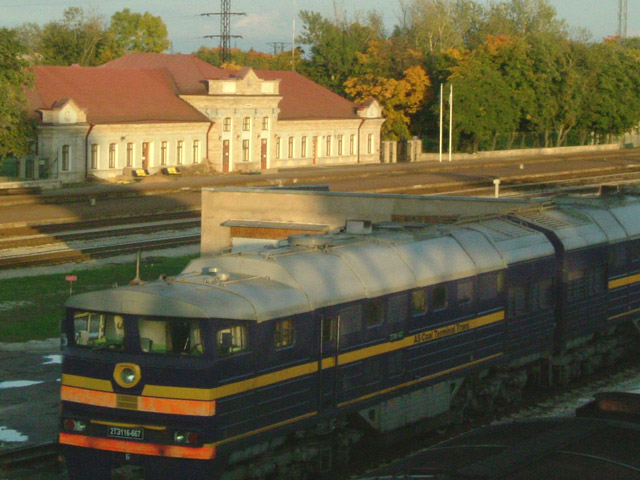
Graniczna stacja kolejowa w Narwie

#### przejścia drogowe
- Narwa 1 – Iwangorod (Ивангород) – czynne całą dobę, na międzynarodowej trasie E20 (Tallinn - Sankt Petersburg)
- Narwa 2 – Iwangorod (Ивангород) – czynne w godzinach 7:00–17:00, tylko dla pieszych, tylko dla obywateli Estonii i Rosji
- Saatse – Krupa (Крупа) – czynne w godzinach 7:00–18:00, tylko dla pieszych, tylko dla obywateli Estonii i Rosji
- Koidula – Kuniczina Gora (Куничина Гора) – czynne całą dobę,
- Luhamaa – Szumiłkino (Шумилкино) – czynne całą dobę, na międzynarodowej trasie E77

#### przejścia kolejowe
- Narwa – Iwangorod (Ивангород) – czynna całą dobę
- Orava – Peczory (Печоры Псковские, est. Petseri) – czynne całą dobę

### Morskie przejścia graniczne
- Dirhami – czynne w godzinach 8:00–22:00
- Haapsalu – czynne w godzinach 8:00–22:00, tylko dla małych statków
- Heltermaa – czynne w godzinach 8:00–22:00
- Kuivastu – czynne w godzinach 8:00–22:00, z wyłączeniem małych statków
- Kunda – czynne całą dobę, z wyłączeniem małych statków
- Lehtma – czynne w godzinach 8:00–22:00
- Lohusalu – czynne w godzinach 8:00–18:00, tylko dla małych statków
- Loksa – czynne w godzinach 8:00–20:00, z wyłączeniem małych statków
- Kuressaare 1 – czynne w godzinach 8:00–22:00, tylko dla małych statków
- Miiduranna – czynne całą dobę, z wyłączeniem małych statków
- Muuga – czynne całą dobę, z wyłączeniem małych statków
- Mõntu – czynne w godzinach 8:00–22:00, z wyłączeniem małych statków
- Narva-Jõesuu – czynne całą dobę
- Nasva – czynne w godzinach 8:00–22:00, tylko dla małych statków
- Paldiski 1 – Port północny, czynne całą dobę
- Paldiski 2 – Port południowy, czynne całą dobę
- Praaga – czynne sezonowo, wyłącznie dla statków pasażerskich i towarowych
- Parnawa 2 – czynne całą dobę
- Parnawa 3 – Port żeglarski, czynne całą dobę, tylko dla małych statków
- Rohuküla – czynne w godzinach 8:00–22:00, z wyłączeniem małych statków
- Roomassaare – czynne w godzinach 8:00–22:00
- Ruhnu – czynne w godzinach 8:00–22:00, tylko dla małych statków
- Saaremaa – czynne całą dobę[4]
- Sillamäe – czynne całą dobę
- Sõru – czynne w godzinach 8:00–22:00, tylko dla małych statków
- Tallinna 2 – Port Meeruse, czynne całą dobę, z wyłączeniem małych statków
- Tallinna 3 – Port Bekkeri, czynne całą dobę, z wyłączeniem małych statków
- Tallinna 4 – Port Vene-Balti, czynne całą dobę, z wyłączeniem małych statków
- Tallinna 5 – Port Paljassaare, czynne całą dobę, z wyłączeniem małych statków
- Tallinna 6 – Port Hundipea, czynne całą dobę, z wyłączeniem małych statków
- Tallinna 7 – Port Minowy (Miinisadam), czynne całą dobę[4]
- Tallinna 8 – Port Peetri, czynne całą dobę, z wyłączeniem małych statków
- Tallinna 9 – Port Lennu, czynne całą dobę, z wyłączeniem małych statków
- Tallinna 10 – Port Patarei, czynne w godzinach 6:30–1:00
- Tallinna 11 – Port Vana, czynne całą dobę
- Tallinna 12 – Port Pirita, czynne w godzinach 7:00–23:00, tylko dla małych statków,
- Veere – czynne w godzinach 8:00–22:00
- Vergi – czynne całą dobę
- Virtsu – czynne całą dobę, z wyłączeniem małych statków

### Lotnicze przejścia graniczne
- Ämari – czynne całą dobę[5]
- Kärdla – czynne w godzinach 8:00–22:00[4]
- Kuressaare 2 – czynne w godzinach 8:00–22:00[4]
- Parnawa 1 – czynne całą dobę[4]
- Tallinna 1 – czynne całą dobę
- Tallinna 13 – Terminal śmigłowców Linnahalli – czynne zgodnie z rozkładem lotów
- Tartu 1 – czynne w godzinach 8:00–21:00[4],